# Dynamo Dresden/Europapokalstatistik
Der achtfache DDR-Fußballmeister und siebenmalige FDGB-Pokalsieger Dynamo Dresden bestritt zwischen 1967 und 1991 98 Spiele im Europapokal (30 Spiele im Europapokal der Landesmeister, 14 Spiele im Europapokal der Pokalsieger, 48 Spiele im UEFA-Pokal und 6 Spiele im Messestädte-Pokal). Der größte Erfolg der SG Dynamo Dresden war das Erreichen des Halbfinales im UEFA-Pokal-Wettbewerb 1988/89. Bei 44 Siegen, 26 Unentschieden und 28 Niederlagen wurde ein Torverhältnis von 159:119 erzielt. Dreimal musste Dynamo Dresden in ein Elfmeterschießen gehen, das jeweils mit 4:3, 5:4 bzw. 4:3 gewonnen wurde.

## Messestädte-Pokal 1967/68
| Messestädte-Pokal 1967/68 |
| 1. Runde |
| (1) Dynamo Dresden – Glasgow Rangers 1:1 (0:0) 38.000 im Heinz-Steyer-Stadion am 20. September 1967 Dynamo: Kallenbach – Haustein, Kl. Sammer, May, Wätzlich, Hemp, Hofmann, Riedel, Ziegler, H.-J. Kreische, Gumz 0:1 Ferguson (49.), 1:1 Riedel (66.) (2) Glasgow Rangers – Dynamo Dresden 2:1 (1:0) 60.000 im Ibrox Park Glasgow am 4. Oktober 1967 Dynamo: Kallenbach – Haustein, Kl. Sammer, Pfeifer, Wätzlich, Hemp, Hofmann, Walter (73. Engels), Ziegler, H.-J. Kreische, Gumz 1:0 Penman (14.), 1:1 H.-J. Kreische (89.), 2:1 Greig (90.) |

## Messestädte-Pokal 1970/71
| Messestädte-Pokal 1970/71 |
| 1. Runde |
| (3) Partizan Belgrad – Dynamo Dresden 0:0 20.000 im JNA-Stadion Belgrad am 16. September 1970 Dynamo: Kallenbach – Ganzera, J. Kern, Kl. Sammer, Haustein, Ziegler, Hemp, H.-J. Kreische, Heidler, Richter (76. Geyer), Sachse (60. Riedel) (4) Dynamo Dresden – Partizan Belgrad 6:0 (4:0) 30.000 im Rudolf-Harbig-Stadion am 30. September 1970 Dynamo: Kallenbach – Ganzera, J. Kern, Kl. Sammer, Haustein, Ziegler, Hemp, H.-J. Kreische, Heidler (64. Riedel), Richter (25. Geyer), Sachse 1:0 H.-J. Kreische (16.), 2:0 Kl. Sammer (25.), 3:0 H.-J. Kreische (36. Foulelfmeter), 4:0 H.-J. Kreische (43. Foulelfmeter), 5:0 H.-J. Kreische (71. Foulelfmeter), 6:0 Sachse (85.) |
| 2. Runde |
| (5) Leeds United – Dynamo Dresden 1:0 (0:0) 25.000 an der Elland Road Leeds am 21. Oktober 1970 Dynamo: Kallenbach – Ganzera, Dörner, Kl. Sammer, J. Kern, Haustein, Ziegler, H.-J. Kreische, Hemp, Heidler, Richter 1:0 Lorimer (57. Handelfmeter) (6) Dynamo Dresden – Leeds United 2:1 (1:1) 35.000 im Rudolf-Harbig-Stadion am 4. November 1970 Dynamo: Kallenbach – Ganzera, Dörner, Kl. Sammer, Haustein, Ziegler, Hemp, H.-J. Kreische, Riedel (77. Geyer), Richter, Sachse (46. Heidler) 1:0 Hemp (15.), 1:1 Jones (32.), 2:1 H.-J. Kreische (64.) Besondere Vorkommnisse: Rote Karte für Geyer und Bates (82.)                                                               |

## Europapokal der Landesmeister 1971/72
| Europapokal der Landesmeister 1971/72 |
| 1. Runde |
| (7) Ajax Amsterdam – Dynamo Dresden 2:0 (2:0) 60.000 im Olympiastadion Amsterdam am 15. September 1971 Dynamo: Kallenbach (46. Meyer) – Dörner, Kl. Sammer, Geyer, Ganzera, Ziegler, Haustein, H.-J. Kreische, Riedel (66. Sachse), Richter, Rau 1:0 Mührens (3.), 2:0 Keizer (19.) (8) Dynamo Dresden – Ajax Amsterdam 0:0 35.000 im Dynamo-Stadion am 29. September 1971 Dynamo: Meyer – Ganzera, Dörner, Kl. Sammer, Geyer, Ziegler (75. Sachse), Häfner, H.-J. Kreische, Riedel, Rau (49. Richter), Heidler |

## UEFA-Pokal 1972/73
| UEFA-Pokal 1972/73 |
| 1. Runde |
| (9) Dynamo Dresden – VÖEST Linz 2:0 (2:0) 23.000 im Dynamo-Stadion am 13. September 1972 Dynamo: Boden – Dörner, Ganzera, Kl. Sammer, Wätzlich, Häfner, Geyer, H.-J. Kreische, Heidler, Richter, Sachse (68. Riedel) 1:0 H.-J. Kreische (6., Foulelfmeter), 2:0 H.-J. Kreische (42.) (10) VÖEST Linz – Dynamo Dresden 2:2 (0:2) 5.000 im Städtischen Stadion Linz am 27. September 1972 Dynamo: Boden – Dörner, Ganzera, Kl. Sammer, Wätzlich, Rau (75. Haustein), Lichtenberger, H.-J. Kreische, Riedel (80. Häfner), Heidler, Richter 0:1 Richter (15.), 0:2 Lichtenberger (28.) |
| 2. Runde |
| (11) Ruch Chorzów – Dynamo Dresden 0:1 (0:1) 10.000 im Ruch-Stadion am 25. Oktober 1972 Dynamo: Boden – Dörner, Ganzera, Kl. Sammer, Wätzlich, Häfner, Rau (58. Kern), H.-J. Kreische, Heidler, Richter, Sachse 0:1 Dörner (13.) (12) Dynamo Dresden – Ruch Chorzów 3:0 (1:0) 23.000 im Dynamo-Stadion am 8. November 1972 Dynamo: Boden – Dörner, Ganzera, Kl. Sammer, Wätzlich, Häfner, Rau, H.-J. Kreische, Heidler, Lischke (46. Geyer), Richter 1:0 H.-J. Kreische (45.), 2:0 H.-J. Kreische (66.), 3:0 Kl. Sammer (68.)                                                      |
| 3. Runde |
| (13) FC Porto – Dynamo Dresden 1:2 (0:1) 45.000 im Estadio das Antas Porto am 29. November 1972 Dynamo: Boden – Dörner, Ganzera, Kl. Sammer, Wätzlich, Häfner, Rau, H.-J. Kreische, Riedel, Heidler, Richter 0:1 Richter (22.), 0:2 H.-J. Kreische (49.) (14) Dynamo Dresden – FC Porto 1:0 (0:0) 32.000 im Dynamo-Stadion am 13. Dezember 1972 Dynamo: Boden – Dörner, Ganzera, Kl. Sammer, Wätzlich, Häfner, Rau, H.-J. Kreische, Riedel (81. Lichtenberger), Heidler, Richter 1:0 Richter (75.)                                                                                 |
| Viertelfinale |
| (15) FC Liverpool – Dynamo Dresden 2:0 (1:0) 33.270 im Stadion an der Anfield Road Liverpool am 7. März 1973 Dynamo: Boden – Dörner, Ganzera, Kl. Sammer, Geyer, Rau, Riedel, H.-J. Kreische (46. Lichtenberger), Lischke, Richter (78. Kern), Heidler 1:0 Brian Hall (25.), 2:0 Phil Boersma (60.) (16) Dynamo Dresden – FC Liverpool 0:1 (0:0) 35.000 im Dynamo-Stadion am 21. März 1973 Dynamo: Boden – Dörner, Ganzera, Kl. Sammer, Geyer (58. Helm), Rau, Wätzlich, Riedel, Lichtenberger, Richter, Sachse 0:1 Kevin Keegan (53.)                                             |

## Europapokal der Landesmeister 1973/74
| Europapokal der Landesmeister 1973/74 |
| 1. Runde |
| (17) Dynamo Dresden – Juventus Turin 2:0 (2:0) 30.000 im Dynamo-Stadion am 19. September 1973 Dynamo: Boden – Ganzera, Geyer, Wätzlich, Häfner, Schade, H.-J. Kreische, Helm, Heidler, Rau, Sachse (79. Kl. Sammer) 1:0 H.-J. Kreische (29.), 2:0 Schade (40.) (18) Juventus Turin – Dynamo Dresden 3:2 (3:1) 70.000 im Stadio Comunale Turin am 3. Oktober 1973 Dynamo: Boden – Helm, Geyer, Kl. Sammer, Wätzlich (74. Schmuck), Häfner, Schade, Ganzera, Heidler, Rau, Sachse 1:0 (9.), 1:1 Rau (24.), 2:1 (25.), 3:1 (30.), 3:2 Sachse (75.) |
| 2. Runde – Hauptartikel: Fußballspiele FC Bayern München – Dynamo Dresden 1973 |
| (19) FC Bayern München – Dynamo Dresden 4:3 (2:3) 55.000 im Olympiastadion München am 24. Oktober 1973 Bayern: Maier – Hansen, Schwarzenbeck, Beckenbauer, Dürnberger, Zobel, Gersdorff (46. Hadewicz), Roth, U. Hoeness, G. Müller, Hoffmann Dynamo: Boden – Dörner, Helm, Geyer, Wätzlich, Häfner, Schade, Ganzera, Heidler, Rau (84. Schmuck), Sachse (75. Riedel) 0:1 Sachse (13.), 1:1 Hoffmann (17.), 2:1 Dürnberger (26.), 2:2 Sachse (34.), 2:3 Heidler (42.), 3:3 Roth (71.), 4:3 G. Müller (83.) (20) Dynamo Dresden – FC Bayern München 3:3 (1:2) 36.000 im Dynamo-Stadion am 7. November 1973 Dynamo: Boden – Dörner, Helm, Geyer, Wätzlich, Häfner, Schade, (78. Riedel), Ganzera, Heidler, Rau, Sachse Bayern: Maier – Hansen, Schwarzenbeck, Beckenbauer, Dürnberger, Schneider, Zobel, Roth, U. Hoeness, G. Müller, Hoffmann 0:1 Hoeness (11.), 0:2 Hoeness (13.), 1:2 Wätzlich (42.), 2:2 Schade (52.), 3:2 Häfner (56.), 3:3 G. Müller (58.) |

## UEFA-Pokal 1974/75
| UEFA-Pokal 1974/75 |
| 1. Runde |
| (21) Randers Freja – Dynamo Dresden 1:1 (0:1) 3.000 in Freja-Sportpark am 18. September 1974 Dynamo: Boden – Dörner, Wätzlich, Kl. Sammer, Weber, Häfner, Schade (68. Helm), H.-J. Kreische, Riedel, Richter (77. Kotte), Heidler 0:1 Dörner (32.), 1:1 (69.) (22) Dynamo Dresden – Randers Freja 0:0 (0:0) 14.000 im Dynamo-Stadion am 2. Oktober 1974 Dynamo: Boden – Lichtenberger, Helm, Wätzlich, Dörner, Weber, Geyer, H.-J. Kreische, Häfner, Richter, Sachse (66. Riedel) |
| 2. Runde |
| (23) Dynamo Dresden – Dynamo Moskau 1:0 (1:0) 10.000 im Dynamo-Stadion Dresden am 23. Oktober 1974 Dynamo Dresden: Boden – Dörner, Helm, Schmuck, Wätzlich, Häfner, Geyer, H.-J. Kreische, Sachse, (78. Riedel), Richter, Kotte 1:0 Sachse (11.) (24) Dynamo Moskau – Dynamo Dresden 1:0 nach Verlängerung (1:0, 1:0), 3:4 im Elfmeterschießen 10.000 im Dynamo-Stadion Moskau am 6. November 1974 Dynamo Dresden: Boden – Dörner, Helm, Schmuck, Wätzlich, Häfner, Geyer, H.-J. Kreische, Kotte, Riedel (114. Sachse), Richter (72. Heidler) 1:0 (26.) – Elfmeterschießen: 1:1 Wätzlich, 2:2 Dörner, 3:3 H.-J. Kreische, Sachse Lattenschuss, 3:4 Kotte |
| 3. Runde |
| (25) Hamburger SV – Dynamo Dresden 4:1 (4:1) 53.000 im Volksparkstadion Hamburg am 27. November 1974 Hamburger SV: Kargus – Kaltz, Nogly, Björnmose, Krobbach, Hidien, Memering, Zaczyk, Bertl (82. Radbruch), Eigl (79. Ripp), G. Volkert Dynamo: Boden – Dörner, Helm, Schmuck, Weber, Häfner, Geyer, Riedel (72. H.-J. Kreische), Heidler, Richter (63. Sachse), Kotte 1:0 Björnmose (6.), 2:0 Volkert (11.), 2:1 Schmuck (32.), 3:1 Björnmose (39.), 4:1 Nogly (42.) (26) Dynamo Dresden – Hamburger SV 2:2 (1:2) 32.000 im Dynamo-Stadion am 11. Dezember 1974 Dynamo : Boden – Dörner, Helm, Schmuck, Häfner, Geyer, Riedel, Lichtenberger, Heidler, Richter (46. Kotte), Sachse Hamburger SV: Kargus – Nogly, Kaltz, Björnmose, Hidien, Krobbach, Memering, Zaczyk, Bertl, Eigl (46. Ripp), G. Volkert |

## UEFA-Pokal 1975/76
| UEFA-Pokal 1975/76 |
| 1. Runde |
| (27) AS Armata Târgu Mureș – Dynamo Dresden 2:2 (1:2) 20.000 im ASA-Stadion Târgu Mureș am 17. September 1975 Dynamo: Boden – Dörner, Weber, Schmuck, Wätzlich, Häfner, Schade, H.-J. Kreische, Riedel, Sachse, Heidler 1:0 (10.), 1:1 Schade (24.), 1:2 Heidler (27.), 2:2 (49.) (28) Dynamo Dresden – AS Armata Târgu Mureș 4:1 (1:0) 27.000 im Dynamo-Stadion am 1. Oktober 1975 Dynamo: Boden – Dörner, Weber, Schmuck, Wätzlich, Häfner, Schade, H.-J. Kreische, Riedel, Sachse (67. Kotte), Heidler 1:0 Heidler (16.), 2:0 Heidler (67.), 2:1 (76.), 3:1 Heidler (82.), 4:1 H.-J. Kreische (88.) |
| 2. Runde |
| (29) Honvéd Budapest – Dynamo Dresden 2:2 (0:2) 15.000 im Népstadion Budapest am 22. Oktober 1975 Dynamo: Boden – Dörner, Weber, Schmuck, Wätzlich, Häfner, Schade, H.-J. Kreische, Riedel (73. Sachse), Kotte, Heidler 0:1 Heidler (32.), 0:2 Heidler (41.), 1:2 (67.), 2:2 (80.) (30) Dynamo Dresden – Honved Budapest 1:0 (1:0) 34.000 im Dynamo-Stadion am 5. November 1975 Dynamo: Boden – Dörner, Weber, Schmuck, Wätzlich, Häfner, Schade, H.-J. Kreische, Riedel (65. Lichtenberger), Kotte, Heidler 1:0 Dörner (25.)                                                                          |
| 3. Runde |
| (31) Dynamo Dresden – Torpedo Moskau 3:0 (1:0) 23.000 im Dynamo-Stadion am 26. November 1975 Dynamo: Boden – Ganzera, Weber, Schmuck, Wätzlich, Häfner, Schade, H.-J. Kreische, Riedel, Kotte, Heidler 1:0 Riedel (30.), 2:0 Riedel (75.), 3:0 H.-J. Kreische (89.) (32) Torpedo Moskau – Dynamo Dresden 3:1 (2:0) 20.000 im Lok-Stadion Moskau am 10. Dezember 1975 Dynamo: Boden – Ganzera, Weber, Schmuck, Wätzlich, Häfner, Schade, H.-J. Kreische, Riedel, Kotte, Heidler 1:0 (17.), 2:0 (23.), 2:1 Riedel (70.), 3:1 (82.)                                                                       |
| Viertelfinale |
| (33) Dynamo Dresden – FC Liverpool 0:0 33.000 im Dynamo-Stadion am 3. März 1976 Dynamo: Boden – Ganzera, Kl. Müller, M. Müller, Schmuck, Häfner, Schade, Riedel, Kotte, Sachse (76. Richter), Heidler (34) FC Liverpool – SG Dynamo Dresden 2:1 (1:0) 39.300 an der Anfield Road Liverpool am 17. März 1976 Dynamo: Boden – Ganzera, Kl. Müller, M. Müller, Weber, Schmuck, Häfner, H.-J. Kreische, Riedel, Kotte, Heidler 1:0 Jimmy Case (24.), 2:0 Kevin Keegan (27.), 2:1 Heidler (63.) |

## Europapokal der Landesmeister 1976/77
| Europapokal der Landesmeister 1976/77 |
| 1. Runde |
| (35) Dynamo Dresden – Benfica Lissabon 2:0 (0:0) 33.000 im Dynamo-Stadion am 15. September 1976 Dynamo: Boden – Schmuck, Helm, Weber, Kl. Müller, Häfner, Schade, H.-J. Kreische, Riedel, Kotte, Heidler 1:0 Kotte (76., Foulelfmeter), 2:0 Riedel (78.) (36) Benfica Lissabon – Dynamo Dresden 0:0 40.000 im Estadio da Luz Lissabon am 29. September 1976 Dynamo: Boden – Schmuck, Helm, Weber, Kl. Müller, Häfner, Schade, H.-J. Kreische, Riedel (75. Sachse), Kotte, Heidler |
| 2. Runde |
| (37) Ferencváros Budapest – Dynamo Dresden 1:0 (1:0) 32.000 im FTC-Stadion Budapest am 20. Oktober 1976 Dynamo: Boden – Schmuck, Helm, Weber (46. M. Müller), Kl. Müller, Häfner (73. Sachse), Schade, H.-J. Kreische, Riedel, Kotte, Heidler 1:0 (35.) (38) Dynamo Dresden – Ferencvaros Budapest 4:0 (1:0) 33.000 im Dynamo-Stadion am 3. November 1976 Dynamo: Boden – Schmuck, Helm, M. Müller, Kl. Müller, Häfner (76. Dörner), Schade, H.-J. Kreische, Riedel, Kotte, Heidler (69. Sachse) 1:0 Heidler (41.), 2:0 Schmuck (52.), 3:0 Riedel (60.), 4:0 Kotte (73.)                                               |
| Viertelfinale |
| (39) FC Zürich – SG Dynamo Dresden 2:1 (1:0) 19.000 im Letzigrund-Stadion Zürich am 2. März 1977 Dynamo: Jakubowski – Dörner, Helm, Schmuck (13. M. Müller), Kl. Müller, Häfner, Schade, Weber, Riedel (75. H.-J. Kreische), Sachse, Heidler 1:0 (41.), 1:1 H.-J. Kreische (75.), 2:1 (89.) (40) Dynamo Dresden – FC Zürich 3:2 (1:1) 35.000 im Dynamo-Stadion am 16. März 1977 Dynamo: Jakubowski – Dörner, Helm, Kl. Müller, Häfner (23. Weber), M. Müller, Schade, H.-J. Kreische, Riedel, Sachse, Heidler 1:0 Schade (18., Foulelfmeter), 1:1 (37.), 2:1 H.-J. Kreische (54.), 3:1 H.-J. Kreische (63.), 3:2 (64.) |

## Europapokal der Landesmeister 1977/78
| Europapokal der Landesmeister 1977/78 |
| 1. Runde |
| (41) Dynamo Dresden – Halmstads BK 2:0 (0:0) 33.000 im Dynamo-Stadion am 14. September 1977 Dynamo: Boden – Dörner, Kl. Müller, Schmuck, M. Müller, Häfner, H.-J. Kreische, Weber, Sachse (57. Schade), Kotte, Heidler 1:0 Heidler (70.), 2:0 Schade (84.) (42) Halmstads BK – Dynamo Dresden 2:1 (1:0) 8.000 im HBK-Stadion Örjans Vall Halmstad am 28. September 1977 Dynamo: Boden – Dörner, M. Müller, Schmuck, Weber, Häfner, Schade, H.-J. Kreische, Riedel, Kotte, Heidler 1:0 (18.), 1:1 Heidler (63.), 2:1 (90.) |
| 2. Runde |
| (43) FC Liverpool – Dynamo Dresden 5:1 (3:0) 39.835 an der Anfield Road Liverpool am 19. Oktober 1977 Dynamo: Boden – Dörner, Kl. Müller (72. Helm), Schmuck, Weber, H.-J. Kreische, Schade, Häfner, M. Müller, Kotte (72. Riedel), Heidler 1:0 Alan Hansen (15.), 2:0 Jimmy Case (22.), 3:0 Phil Neal (44., Foulelfmeter), 4:0 Jimmy Case (58.), 5:0 Ray Kennedy (66.), 5:1 Häfner (76.) (44) Dynamo Dresden – FC Liverpool 2:1 (0:0) 33.000 im Dynamo-Stadion am 2. November 1977 Dynamo: Boden (71. Jakubowski) – Dörner, Helm, Schmuck, Weber, Riedel, Schade, Häfner, M. Müller, Kotte, Sachse (69. Richter) 1:0 Kotte (47.), 2:0 Sachse (52.), 2:1 Heighway (67.) |

## Europapokal der Landesmeister 1978/79
| Europapokal der Landesmeister 1978/79 |
| 1. Runde |
| (45) Partizan Belgrad – SG Dynamo Dresden 2:0 (1:0) 50.000 im JNA-Stadion Belgrad am 13. September 1978 Dynamo: Jakubowski – Dörner, Helm, Schmuck, Kl. Müller, Häfner, Schade, Weber, Riedel, Kotte, Richter 1:0 (6.), 2:0 (47.) (46) Dynamo Dresden – Partizan Belgrad 2:0 nach Verlängerung (2:0, 1:0), 5:4 im Elfmeterschießen 29.000 im Dynamo-Stadion am 27. September 1978 Dynamo: Boden – Dörner, Helm, Schmuck, Kl. Müller, Riedel, Schade, Weber, Heidler (116. Petersohn), Richter (63. Sachse), Kotte 1:0 Dörner (8.), 2:0 Weber (70.) – Elfmeterschießen: Dörner Pfostenschuss, 1:1 Weber, Schade verschossen, Boden hält, 2:2 Kotte, 3:3 Riedel, 4:4 Sachse, Boden hält, 5:4 Schmuck |
| 2. Runde |
| (47) Bohemians Dublin – SG Dynamo Dresden 0:0 2.000 im Oriel Park Dublin am 18. Oktober 1978 Dynamo: Boden – Dörner, Helm, Schmuck, A. Schmidt, Häfner, Schade, Weber, Riedel, Kotte, Richter (48) Dynamo Dresden – Bohemians Dublin 6:0 (2:0) 33.000 im Dynamo-Stadion am 1. November 1978 Dynamo: Boden – Dörner, Helm, Schmuck, Häfner, Schade, Trautmann, Weber, Riedel (68. Sachse), Kotte, Heidler (74. Richter) 1:0 Trautmann (39.), 2:0 Dörner (41.), 3:0 Schmuck (49.), 4:0 Trautmann (59.), 5:0 Riedel (62. Handelfmeter), 6:0 Kotte (73. Foulelfmeter) |
| Viertelfinale |
| (49) Austria Wien – Dynamo Dresden 3:1 (1:1) 35.000 im Prater-Stadion Wien am 7. März 1979 Dynamo: Boden – Dörner, Helm, Schmuck, Weber, Häfner, Schade, M. Müller, Riedel, Kotte, Heidler 0:1 Weber (10.), 1:1 (20.), 2:1 (86.), 3:1 (90.) (50) Dynamo Dresden – Austria Wien 1:0 (1:0) 37.000 im Dynamo-Stadion am 21. März 1979 Dynamo: Boden – Dörner, Helm, Schmuck, Weber, Häfner, Schade, Trautmann (76. M. Müller), Riedel, Kotte, Heidler (83. Jakubowski) 1:0 Riedel (42. Foulelfmeter) |

## UEFA-Pokal 1979/80
| UEFA-Pokal 1979/80 |
| 1. Runde |
| (51) Atlético Madrid – Dynamo Dresden 1:2 (0:0) 45.000 im Estadio Vicente Calderon Madrid am 19. September 1979 Dynamo: Jakubowski – Dörner, Helm, M. Müller, Schmuck, Häfner, Schade, Weber, Riedel (64. Döschner), Kotte, Heidler 1:0 (46.), 1:1 Häfner (57.), 1:2 Weber (84.) (52) Dynamo Dresden – Atletico Madrid 3:0 (2:0) 37.000 im Dynamo-Stadion am 3. Oktober 1979 Dynamo: Jakubowski – Dörner, Helm, M. Müller, Schmuck, Häfner, Schade, Weber, Riedel (73. Heidler), Kotte, Döschner (78. Sachse) 1:0 Riedel (21.), 2:0 (37. Eigentor), 3:0 Weber (46.) |
| 2. Runde |
| (53) Dynamo Dresden – VfB Stuttgart 1:1 (1:1) 37.000 im Dynamo-Stadion am 24. Oktober 1979 Dynamo: Jakubowski – Dörner, Helm, M. Müller, Schmuck, Weber, Häfner, Schade, Riedel (56. Döschner), Kotte, Heidler (67. Sachse) VfB: Greiner – Holcer, Martin, K. Förster, B. Förster, Elmer, Hattenberger, H. Müller, Beck (54. Schmider), Ohlicher, Hadewicz (81. Jank) 1:0 Weber (34. Elfmeter), 1:1 K. Förster (44.) (54) VfB Stuttgart – Dynamo Dresden 0:0 70.000 im Neckarstadion Stuttgart am 7. November 1979 VfB: Greiner – Holcer, Martin, K. Förster, B. Förster, Klotz, Hattenberger, H. Müller (68. Beck), Schmider, Ohlicher, Volkert Dynamo: Jakubowski – Dörner, Helm, M. Müller, Schmuck, Weber, Häfner, Schade, Trautmann, Kotte, Döschner |

## UEFA-Pokal 1980/81
| UEFA-Pokal 1980/81 |
| 1. Runde |
| (55) Dynamo Dresden – Napredak Kruševac 1:0 (0:0) 27.000 im Dynamo-Stadion am 17. September 1980 Dynamo: Jakubowski – Dörner, M. Müller, Schmuck, Trautmann, Weber, Häfner, A. Schmidt, Kotte, Heidler, Richter 1:0 (67. Eigentor) (56) Napredak Kruševac – SG Dynamo Dresden 0:1 (0:0) 25.000 im Stadion Mladosti Kruševac am 1. Oktober 1980 Dynamo: Jakubowski – Dörner, A. Schmidt, M. Müller, Schmuck, Trautmann, Weber, Häfner, Lippmann (53. Minge), Kotte, Heidler 0:1 M. Müller (83. Handelfmeter)                                        |
| 2. Runde |
| (57) FC Twente Enschede – Dynamo Dresden 1:1 (1:0) 20.000 im Sportpark Het Diekmann Enschede am 22. Oktober 1980 Dynamo: Jakubowski – Dörner, A. Schmidt, M. Müller, Schmuck, Trautmann, Weber, Häfner, Döschner, Kotte, Heidler 1:0 (41.), 1:1 Heidler (49.) (58) Dynamo Dresden – FC Twente Enschede 0:0 (0:0) 35.000 im Dynamo-Stadion am 5. November 1980 Dynamo: Jakubowski – Dörner, A. Schmidt, M. Müller, Schmuck, Trautmann, Weber, Häfner, Döschner, Kotte, Heidler                                                                      |
| 3. Runde |
| (59) Standard Lüttich – Dynamo Dresden 1:1 (0:1) 30.000 im Stadion Sclessin Lüttich am 26. November 1980 Dynamo: Jakubowski – Dörner, A. Schmidt, M. Müller, Schmuck, Trautmann, Weber, Häfner, Döschner, Kotte, Heidler 0:1 Heidler (36.), 1:1 (88.) (60) Dynamo Dresden – Standard Lüttich 1:4 (0:2) 35.000 im Dynamo-Stadion am 10. Dezember 1980 Dynamo: Jakubowski – Dörner, A. Schmidt, M. Müller, Schmuck, Trautmann, Weber (80. Lippmann), Häfner, Döschner, Kotte, Heidler 0:1 (17.), 0:2 (40.), 0:3 (55.), 0:4 (76.), 1:4 Döschner (80.) |

## UEFA-Pokal 1981/82
| UEFA-Pokal 1981/82 |
| 1. Runde |
| (61) Zenit Leningrad – Dynamo Dresden 1:2 (1:2) 45.000 im Kirow-Stadion Leningrad am 16. September 1981 Dynamo: Jakubowski – Dörner, Helm, Schmuck, Malzahn, Schuster, Schade, Trautmann, Heidler, Minge, Döschner (88. Schülbe) 1:0 (14.), 1:1 Dörner (32.), 1:2 Heidler (37.) (62) Dynamo Dresden – Zenit Leningrad 4:1 (2:1) 10.000 im Dynamo-Stadion am 30. September 1981 Dynamo: Jakubowski – Dörner, Mittag, Helm, Schmuck, Schuster, Schade, Trautmann (74. Schülbe), Heidler, Minge, Döschner (79. Gütschow) 1:0 Trautmann (8.), 2:0 Schmuck (18.), 2:1 (38. Foulelfmeter), 3:1 Minge (49.), 4:1 Heidler (71. Foulelfmeter) |
| 2. Runde |
| (63) Feyenoord Rotterdam – SG Dynamo Dresden 2:1 (0:1) 15.000 im Stadion De Kuip Rotterdam am 21. Oktober 1981 Dynamo: Jakubowski – Dörner, Mittag, Helm, Schmuck, Schuster, Schade, Trautmann, Heidler, Minge (81. Gütschow), Döschner 0:1 Heidler (41.), 1:1 (55.), 2:1 (71.) (64) Dynamo Dresden – Feyenoord Rotterdam 1:1 (0:0) 33.000 im Dynamo-Stadion am 4. November 1981 Dynamo: Jakubowski – Dörner, Mittag, Helm, Schmuck, Schuster, Schade, Trautmann, Heidler (70. Gütschow), Minge (77. Lippmann), Döschner 1:0 Lippmann (85.), 1:1 (90.)                                                                               |

## Europapokal der Pokalsieger 1982/83
| Europapokal der Pokalsieger 1982/83 |
| 1. Runde |
| (65) Dynamo Dresden – BK 1893 Kopenhagen 3:2 (2:0) 26.000 im Dynamo-Stadion am 15. September 1982 Dynamo: Klimpel – Dörner, Trautmann, Mittag, Schuster, A. Schmidt, Häfner, Pilz, Schülbe (63. Losert, 77. Gütschow), Minge, Döschner 1:0 Trautmann (8.), 2:0 Trautmann (16. Foulelfmeter), 2:1 (49.), 3:1 Pilz (80. Foulelfmeter), 3:2 (90.) (66) BK 1893 Kopenhagen – SG Dynamo Dresden 2:1 (0:1) 4.000 im Idraetspark Kopenhagen am 29. September 1982 Dynamo: Klimpel – Dörner, Schuster, Trautmann, Häfner, Pilz, Petersohn, Döschner, Schülbe (83. Schmuck), Minge, Gütschow 0:1 Pilz (10.), 1:1 (71.), 2:1 (82.) |

## Europapokal der Pokalsieger 1984/85
| Europapokal der Pokalsieger 1984/85 |
| 1. Runde |
| (67) Malmö FF – Dynamo Dresden 2:0 (1:0) 3.343 im FF-Stadion Pildams Park Malmö am 18. September 1984 Dynamo: Jakubowski – Dörner, Trautmann, Schmuck, Döschner, Pilz, Häfner, Stübner, Gütschow (77. Kirsten), Minge, Lippmann 1:0 (44.), 2:0 (64.) (68) Dynamo Dresden – Malmö FF 4:1 (2:0) 36.000 im Dynamo-Stadion am 3. Oktober 1984 Dynamo: Jakubowski – Dörner, Trautmann, Döschner, A. Schmidt, Pilz, Häfner, Stübner, Gütschow (84. Kirsten), Minge, Lippmann (86. Schülbe) 1:0 Häfner (13. Foulelfmeter), 2:0 Minge (29.),3:0 Stübner (52.), 4:0 Pilz (62.), 4:1 (82. Foulelfmeter)                            |
| 2. Runde |
| (69) Dynamo Dresden – FC Metz 3:1 (2:1) 36.000 im Dynamo-Stadion am 24. Oktober 1984 Dynamo: Jakubowski – Dörner, Schuster, Trautmann, Döschner, Häfner, Stübner, Minge, Kirsten (74. Schülbe), Lippmann, Gütschow 0:1 Trautmann (9. Eigentor), 1:1 Häfner (25. Foulelfmeter), 2:1 Stübner (37.), 3:1 Gütschow (51.) (70) FC Metz – Dynamo Dresden 0:0 25.000 im Stade Saint Symphorien Metz am 7. November 1984 Dynamo: Jakubowski – Dörner, Schuster, Trautmann, Döschner, Häfner (84. Schmuck), Stübner, Minge, Kirsten (69. Schülbe), Lippmann, Gütschow                                                             |
| Viertelfinale |
| (71) Dynamo Dresden – Rapid Wien 3:0 (0:0) 36.000 im Dynamo-Stadion am 6. März 1985 Dynamo: Jakubowski – Dörner, Schuster, Trautmann, Döschner, Häfner, Stübner, Pilz, Minge (81. Losert), Kirsten, Gütschow (65. Lippmann) 1:0 Trautmann (47.), 2:0 Minge (57.), 3:0 Kirsten (82.) (72) Rapid Wien – SG Dynamo Dresden 5:0 (3:0) 15.000 im Hanappi-Stadion in Wien 20. März 1985 Dynamo: Jakubowski – Dörner, Schuster, Trautmann, Döschner, Häfner, Stübner, Pilz (82. Losert), Kirsten, Minge, Gütschow (53. Lippmann) 1:0 (3. Nachschuss nach Foulelfmeter), 2:0 (17.), 3:0 (37.), 4:0 (70. Foulelfmeter), 5:0 (77.) |

## Europapokal der Pokalsieger 1985/86
| Europapokal der Pokalsieger 1985/86 |
| 1. Runde |
| (73) Cercle Brügge – SG Dynamo Dresden 3:2 (2:0) 10.000 im Olympiastadion Brügge am 18. September 1985 Dynamo Jakubowski – Dörner, Büttner, Trautmann, Häfner, Rüster, Pilz, Stübner, Kirsten, Minge, Lippmann (46. M. Sammer) 1:0 (24.), 2:0 (27.), 2:1 Trautmann (55.), 2:2 Kirsten (75.), 3:2 (81.) (74) Dynamo Dresden – Cercle Brügge 2:1 (1:0) 36.000 im Dynamo-Stadion am 2. Oktober 1985 Dynamo: Jakubowski – Dörner, Döschner, Trautmann, Häfner, Stübner, Pilz (86. Rüster), M. Sammer (77. Losert), Kirsten, Minge, Lippmann 1:0 Pilz (37.), 1:1 (47.), 2:1 Lippmann (49.) |
| 2. Runde |
| (75) HJK Helsinki – Dynamo Dresden 1:0 (0:0) 5.000 im Olympiastadion Helsinki am 23. Oktober 1985 Dynamo: Jakubowski – Dörner, Döschner, Trautmann, Rüster, Häfner, Stübner, Pilz, Minge, Kirsten, Lippmann (57. Sammer) 1:0 (49.) (76) Dynamo Dresden – HJK Helsinki 7:2 (4:0) 36.000 im Dynamo-Stadion am 6. November 1985 Dynamo: Jakubowski – Dörner, Döschner, Trautmann, Büttner, Häfner, Stübner, Pilz, M. Sammer (53. Losert), Kirsten, Lippmann 1:0 M. Sammer (19.), 2:0 Lippmann (20.), 3:0 Trautmann (40.), 4:0 M. Sammer (43.), 4:1 (48.), 5:1 Pilz (56.), 5:2 (61.), 6:2 Lippmann (69.), 7:2 Kirsten (90.) |
| Viertelfinale – Hauptartikel: Wunder von der Grotenburg |
| (77) Dynamo Dresden – Bayer 05 Uerdingen 2:0 (0:0) 36.000 im Dynamo-Stadion am 5. März 1986 Dynamo: Jakubowski – Dörner, Büttner, Döschner, Trautmann, Häfner, Stübner, Pilz, M. Sammer (69. Gütschow), Kirsten, Lippmann Bayer: Vollack – Herget, Wöhrlein, Dämgen, W. Funkel, F. Funkel, Buttgereit (89. Brinkmann), Klinger, Bommer, Edvaldsson (53. Raschid), Schäfer 1:0 Lippmann (50.), 2:0 Pilz (62.) (78) Bayer 05 Uerdingen – Dynamo Dresden 7:3 (1:3) 20.000 in der Grotenburg-Kampfbahn Uerdingen am 19. März 1986 Bayer: Vollack – Herget, Dämgen, W. Funkel, Buttgereit, Bommer, Feilzer, F. Funkel, Raschid (52. Klinger), Gudmundsson (72. Loontieny), Schäfer Dynamo: Jakubowski (46. Ramme) – Dörner, Döschner, Trautmann, Häfner, Stübner, Pilz, M. Sammer (28. Gütschow), Minge, Kirsten, Lippmann 0:1 Minge (1.), 1:1 W. Funkel (13.), 1:2 Lippmann (36.), 1:3 Bommer (42. Eigentor), 2:3 W. Funkel (58.), 3:3 Gudmundsson (64.), 4:3 Minge (67. Eigentor), 5:3 Klinger (78.), 6:3 W. Funkel (81. Handelfmeter), 7:3 Schäfer (87.) |

## UEFA-Pokal 1987/88
| UEFA-Pokal 1987/88 |
| 1. Runde |
| (79) Spartak Moskau – Dynamo Dresden 3:0 (1:0) 48.000 im Leninstadion Moskau am 16. September 1987 Dynamo: – Lieberam, Diebitz, Trautmann, Döschner, Häfner (65. Gerstenberger), M. Sammer, Stübner, Kirsten (78. Gütschow), Minge, Jähnig 1:0 (31.), 2:0 (59.), 3:0 (80.) (80) Dynamo Dresden – Spartak Moskau 1:0 (1:0) 26.000 im Dynamo-Stadion Dresden am 30. September 1987 Dynamo: Teuber – Lieberam, Diebitz, Trautmann, Döschner, Häfner (63. Gerstenberger), Pilz (70. Gütschow), M. Sammer, Stübner, Kirsten, Minge 1:0 Minge (8.) |

## UEFA-Pokal 1988/89
| UEFA-Pokal 1988/89 |
| 1. Runde |
| (81) FC Aberdeen – Dynamo Dresden 0:0 14.458 im Pittodrie Stadium Aberdeen am 7. September 1988 Dynamo: Teuber – Lieberam, Diebitz, Trautmann, Kirchner, Döschner, Pilz, Hauptmann, Stübner, Kirsten, M. Sammer (82) Dynamo Dresden – FC Aberdeen 2:0 (1:0) 36.000 im Dynamo-Stadion am 5. Oktober 1988 Dynamo: Teuber – Lieberam, Diebitz, Trautmann, Kirchner, Döschner, Pilz, M. Sammer, Stübner, Kirsten (86. Minge), Gütschow (81. Jähnig) 1:0 Gütschow (4.), 2:0 Kirsten (66.) |
| 2. Runde |
| (83) Dynamo Dresden – KSV Waregem 4:1 (3:0) 36.000 im Dynamo-Stadion am 26. Oktober 1988 Dynamo: Teuber – Lieberam, Diebitz, Trautmann, Kirchner, Hauptmann, Döschner, Pilz, M. Sammer, Kirsten, Gütschow (83. Minge) 1:0 Kirchner (12.), 2:0 Kirsten (23.), 3:0 Kirsten (39.), 4:0 Kirsten (64.), 4:1 (83.) (84) KSV Waregem – Dynamo Dresden 2:1 (1:0) 7.000 im Stadion Regenboog Waregem am 9. November 1988 Dynamo: Teuber – Lieberam, Hauptmann, Trautmann, Kirchner, Döschner, Pilz (78. Jähnig), M. Sammer, Stübner, (88. Büttner), Gütschow, Minge 1:0 (9.), 2:0 (49.), 2:1 Gütschow (64. Elfmeter) |
| 3. Runde |
| (85) Dynamo Dresden – AS Rom 2:0 (1:0) 36.000 im Dynamo-Stadion am 23. November 1988 Dynamo: Teuber – Lieberam, Diebitz, Trautmann, Kirchner, Döschner, Pilz, Stübner, Minge, Kirsten (87. Jähnig), Gütschow (63. M. Sammer) 1:0 Gütschow (15. Elfmeter), 2:0 Minge (81.) (86) AS Rom – Dynamo Dresden 0:2 (0:0) 30.000 im Stadio Olimpico Rom am 7. Dezember 1988 Dynamo: Teuber – Lieberam, Diebitz, Trautmann, Kirchner, Döschner, Pilz (46. Hauptmann), M. Sammer, Stübner, Kirsten, Gütschow 0:1 Gütschow (70.), 0:2 Kirsten (80.) |
| Viertelfinale |
| (87) Victoria Bukarest – Dynamo Dresden 1:1 (0:1) 12.000 im Victoria-Stadion Bukarest am 28. Februar 1989 Dynamo: Teuber – Mauksch, Hauptmann, Trautmann, Kirchner, Döschner, Pilz (68. Jähnig), M. Sammer, Gütschow (78. Büttner), Kirsten, Minge 0:1 Gütschow (24.), 1:1 (48.) (88) Dynamo Dresden – Victoria Bukarest 4:0 (0:0) 36.000 im Dynamo-Stadion am 15. März 1989 Dynamo: Teuber – Mauksch, Lieberam, Trautmann, Kirchner, Döschner (70. Büttner), Pilz, M. Sammer, Stübner, Minge (84. Jähnig), Gütschow 1:0 Minge (47.), 2:0 Minge (77.), 3:0 Gütschow (87.), 4:0 Gütschow (89. Elfmeter) |
| Halbfinale |
| (89) VfB Stuttgart – SG Dynamo Dresden 1:0 (0:0) 60.000 im Neckarstadion Stuttgart am 5. April 1989 VfB: Immel – Allgöwer, Buchwald, N. Schmäler, Schröder, Katanec, Hartmann, Sigurvinsson, Klinsmann (60. O.Schmäler), Walter, Gaudino Dynamo: Teuber – Hauptmann, Lieberam, Trautmann, Kirchner, Döschner (46. Büttner), Pilz, M. Sammer, Stübner, Minge, Gütschow (76. Jähnig) 1:0 Allgöwer (70.) (90) Dynamo Dresden – VfB Stuttgart 1:1 (0:0) 36.000 im Dynamo-Stadion am 19. April 1989 Dynamo: Teuber – Hauptmann, Lieberam, Trautmann, Kirchner (67. Jähnig), Büttner, Pilz, M. Sammer, Stübner, Minge, Gütschow VfB: Immel – Allgöwer, Schäfer, Buchwald (79. Zietsch), N. Schmäler, Schröder, Katanec, Hartmann, Sigurvinsson, Klinsmann, Gaudino 0:1 Allgöwer (65.), 1:1 Lieberam (83.) |

## Europapokal der Landesmeister 1989/90
| Europapokal der Landesmeister 1989/90 |
| 1. Runde |
| (91) Dynamo Dresden – AEK Athen 1:0 (0:0) 33.000 im Dynamo-Stadion am 13. September 1989 Dynamo: Teuber – Lieberam, Wagennhaus, Döschner, A. Diebitz, Schößler, Mauksch, M. Sammer, Stübner, Minge, Jähnig (61. Milde) 1:0 Lieberam (75.) (92) AEK Athen – Dynamo Dresden 5:3 (3:1) 35.000 im AEK-Stadion Athen am 27. September 1989 Dynamo: Teuber – Lieberam, Wagenhaus, Döschner (80. Minge), Schößler, Mauksch, M. Sammer, Stübner, Hans-Uwe Pilz, Kirsten, Gütschow (75. Milde) 0:1 Gütschow (5.), 1:1 (27.), 2:1 (33. Foulelfmeter), 3:1 (37.), 4:1 (61.), 4:2 Lieberam (64.), 5:2 (81.), 5:3 Minge (85.) |

## Europapokal der Landesmeister 1990/91
| Europapokal der Landesmeister 1990/91 |
| 1. Runde |
| (93) Union Sportive Luxemburg – 1. FC Dynamo Dresden 1:3 (1:0) 2.000 im Stade Municipal Luxemburg am 19. September 1990 Dynamo: Teuber – Kern, Wagenhaus, Lieberam, Schößler, Büttner, Scholz, Stübner, Allievi (62. Ratke), Jähnig, Gütschow (80. Minge) 1:0 (44.), 1:1 Gütschow (47.), 1:2 (78. Eigentor), 1:3 Ratke (90.) (94) 1. FC Dynamo Dresden – Union Sportive Luxemburg 3:0 (3:0) 8.500 im Rudolf-Harbig-Stadion (ehem. Dynamo-Stadion) am 2. Oktober 1990 Dynamo: Teuber – Kern, Wagenhaus, Lieberam, Büttner, Scholz, Stübner, Lux, Minge, (59. Schößler), Jähnig (52. Allievi), Gütschow 1:0 Jähnig (18.), 2:0 Gütschow (34.), 3:0 Jähnig (45.)                                                           |
| 2. Runde |
| (95) 1. FC Dynamo Dresden – Malmö FF 1:1 (1:1) 6.871 im Rudolf-Harbig-Stadion am 24. Oktober 1990 Dynamo: Teuber – Kern (64. Ratke), Wagenhaus, Lieberam, Büttner, Scholz, Stübner, Schößler, Jähnig, Gütschow, Minge (64. Allievi) 0:1 (18.), 1:1 Gütschow (45.) (96) Malmö FF – 1. FC Dynamo Dresden 1:1 nach Verlängerung (1:1, 0:1), 4:5 im Elfmeterschießen 8.112 im Pildams Park Malmö am 7. November 1990 Dynamo: Teuber – Wagenhaus, Lieberam, Büttner, Scholz (119. M. Kern), Hauptmann, Schößler, Ratke, Gütschow, Minge, Allievi (72. Jähnig) 0:1 Gütschow (19. Foulelfmeter), 1:1 (72. Foulelfmeter); Elfmeterschießen: Teuber hält, 0:1 Lieberam, 1:2 Schößler, 2:3 Wagenhaus, 3:4 Kern, 4:5 Gütschow     |
| Viertelfinale |
| (97) Roter Stern Belgrad – 1. FC Dynamo Dresden 3:0 (2:0) 90.000 im Armee-Stadion Roter Stern Belgrad am 6. März 1991 Dynamo: Köhler – Trautmann, Lieberam, Büttner, M. Kern (49. Wagenhaus), Hauptmann, Schößler, Stübner (76. Allievi), Ratke, Gütschow, Rösler 1:0 (21.), 2:0 (43.), 3:0 (56.) (98) 1. FC Dynamo Dresden – Roter Stern Belgrad 1:2 (1:0) 11.000 im Rudolf-Harbig-Stadion am 20. März 1991 Dynamo: Köhler – Trautmann, Lieberam, Büttner, Hauptmann, Schößler, Stübner, Pilz, Scholz, Gütschow (57. Allievi), Rösler (57. Minge) 1:0 Gütschow (2. Handelfmeter), 1:1 (53.), 1:2 (69.) Das Spiel wurde in der 78. Minute wegen Zuschauerausschreitungen abgebrochen und mit 3:0 für Belgrad gewertet. |

## Intertoto-Cup 1993
Dynamo Dresden nahm siegreich am Intertoto-Cup 1993 teil und setzte sich in seiner Fünfergruppe gegen den FC Aarau (Schweiz), den Wiener Sport-Club (Österreich), Iraklis Thessaloniki (Griechenland) und Beitar Jerusalem (Israel) durch. Allerdings handelte es sich dabei noch nicht um einen offiziellen Europapokal-Wettbewerb, da der UEFA Intertoto Cup erst zwei Jahre später eingeführt wurde.